# Скорчиці
Скорчиці (пол. Skorczyce) — село в Польщі, у гміні Ужендув Красницького повіту Люблінського воєводства.
Населення — 609 осіб (2011).

## Демографія
Демографічна структура станом на 31 березня 2011 року:
|          | Загалом | Допрацездатний вік | Працездатний вік | Постпрацездатний вік |
| -------- | ------- | ------------------ | ---------------- | -------------------- |
| Чоловіки | 287     | 60                 | 191              | 36                   |
| Жінки    | 322     | 67                 | 186              | 69                   |
| Разом    | 609     | 127                | 377              | 105                  |